# Ma armastasin sakslast
Ma armastasin sakslast (Ich liebte eine Deutsche) ist der Titel eines Romans des estnischen Schriftstellers Anton Hansen Tammsaare (1878–1940). Das Buch erschien 1935 im estnischen Original.

## Erscheinen
Anton Hansen Tammsaare war zu jener Zeit ein viel gelesener und renommierter Schriftsteller in seinem Heimatland. Ich liebte eine Deutsche war sein vorletzter Roman.
Die unglückliche Liebesgeschichte setzt sich mit dem estnisch-deutschbaltischen Verhältnis nach Ausrufung der Republik Estland auseinander. Das Buch gilt als eines der Hauptwerke des psychologischen Realismus in der estnischen Literatur.
Das Werk ist vor allem eine Gesellschaftskritik an der estnischen Gesellschaft der Zwischenkriegszeit. Tammsaare bemängelt ein schwaches estnisches Selbstbewusstsein gegenüber der früheren deutschbaltischen Oberschicht, deren jüngere Generation sich längst in die Republik Estland der 1920er Jahre eingefunden hat. Die Esten imitieren mehr die vormalige deutschbaltische Oberschicht als dass sie ihre eigene Nation leben.

## Handlung
Estland Ende der 1920er Jahre: Der recht antriebslose estnische Student Oskar ist Mitte 20. Er stammt vom Land. Seine Eltern haben viel Geld in seine Bildung investiert, damit er an der Universität studieren kann. Doch die Hochschule und das städtische Leben bleiben Oskar fremd. Wegen Geldmangel und Unlust plätschert sein Studium dahin. Ins bäuerliche Elternhaus kann Oskar, der sich seinen Eltern in Dankbarkeit verpflichtet fühlt, aber auch nicht zurückkehren. Er ist mit seinem fehlenden Lebensentwurf in einer recht aussichtslosen Lage.
Auch seine Freunde in seiner estnischen Studentenverbindung geben ihm wenig Rückhalt. Er stellt ihre Bräuche selbst in Frage, die doch nur die deutschen Studentenverbindungen kopieren, ohne etwas eigenes, Estnisches, hervorzubringen.
Oskar verliebt sich in ein achtzehnjähriges Adelsfräulein, die deutschbaltische Baronesse Erika. Ihre Familie hat in der estnischen Landreform den Großgrundbesitz verloren. Erika lebt zwar mit Geldsorgen, aber weiß sich auch im Leben durchzuschlagen: so gibt sie u. a. den Kindern von Oskars Hauswirtin Unterricht im Deutschen und im Klavierspiel.
Erika ist von der feudalistischen Vergangenheit der Deutsch-Balten nahezu unberührt. Sie hat keine Erinnerung mehr an die früheren Zeiten. Die junge Adlige hat ihren Platz in der neuen Republik Estland gefunden. Im Gegensatz dazu steht ihr im Roman namenloser Großvater, der alte Baron. Er hadert mit dem Schicksal seiner Generation, die fast alles verloren hat, und trauert den alten Zeiten und Traditionen hinterher. Erika, ihr Großvater und die Tante leben in einer viel zu kleinen Wohnung zwischen den ererbten Möbelstücken der alten Zeit. Einer Liebesverbindung zwischen Erika und Oskar steht der Baron aufgrund der alten Standesunterschiede ablehnend gegenüber.
Die Liebe zwischen Oskar und Erika scheitert am Ende tatsächlich an den Standesunterschieden. Doch es ist Oskar, an dem die Beziehung zerbricht: Während Erika ihren Oskar als künftigen Mann liebt, sieht Oskar in ihr mehr die Adlige als seine zukünftige Frau. Im Bauernsohn leben immer noch die Vorstellungen von einer klaren Trennung der gesellschaftlichen Schichten weiter. Er hält sich selbst sozial für unterlegen, obwohl die Standesschranken offiziell abgeschafft sind. Oskar steht damit seinem Glück selbst im Weg, weil er das alte Denken nicht überwinden kann. Am Ende, nach der Trennung und Erikas Heirat mit einem anderen, stirbt die junge Erika bei der Geburt ihres ersten Kindes.
Zahlreiche treffend beschriebene Nebenrollen geben dem Roman eine besondere Würze: Die bemutternde Hausfrau und ihr schmallippiger Ehemann, bei denen Oskar eine Bude bezieht, leben von komischen Elementen, gemischt mit gutmeinenden und hausbackenen Lebensratschlägen. Wie es im Roman heißt: „Die Kinderliebe der Hausfrau ging so weit, daß sie bestrebt war, alle Menschen wie Kinder zu behandeln. Das galt vor allem von ihrem Manne, dem Vater ihrer Kinder.“

## Erzählweise
Der Roman ist als eine Art Tagebuch aus der Sicht des Protagonisten verfasst. Der Autor gibt in einem Vorwort vor, das Manuskript gefunden und in Druck gegeben zu haben. Die Gefühle, Einstellungen und Gedanken der Hauptpersonen werden in dem Roman ausführlich dargestellt.

## Rezeption
Ma armastasin sakslast erschien 1935 im Verlag Noor-Eesti mit Illustrationen von Jaan Vahtra. Das Werk fand trotz seiner kritischen Grundhaltung in Estland ein weitgehend positives Echo. Dies überrascht ein wenig, da es sich kritisch mit der damaligen estnischen Gesellschaft auseinandersetzt. In der sogenannten „Schweigenden Periode“ (Vaikiv ajastu) war ab 1934 die Meinungs- und Pressefreiheit stark eingeschränkt.
Andererseits will das Buch gerade die Schwächen des estnischen Selbstwertgefühls aufzeigen. Positiv gewendet kann das Buch als Aufforderung an die Esten verstanden werden, nach der staatlichen Souveränität jetzt auch ihr inneres Minderwertigkeitsgefühl gegenüber der vormals dominierenden deutsch(baltisch)en Kultur abzulegen. Eine Stärkung des estnischen Nationalgefühls war gerade erklärtes Ziel der Regierung von Präsident Konstantin Päts.
Kritisiert wurde vor allem Tammsaares negative Darstellung der estnischen Studentenverbindungen, die zur damaligen Zeit über viel Einfluss in Politik und Gesellschaft verfügten. Besonders in den estnischen Korporationen sieht Tammsaare eine reine Nachahmung des alten Lebens der deutschen Studentenverbindungen. Sie gleichen mehr einem Verein zur Förderung des Bierkonsums als einem Verbund estnischer Patrioten.
Bemängelt wurde auch, dass Tammsaare den Protagonisten Oskar ein wenig überzeichnet habe: Um das Selbstwertgefühl der Esten habe es in den 1930er Jahren nicht mehr so schlecht bestanden, wie es Tammsaare nahelegen will.
Das Buch wurde auch während der sowjetischen Besetzung Estlands und danach gelesen. Neuere Auflagen erschienen 1956, 1964, 1984 und 2007. Im Ausland hat der Roman so gut wie keine Leser gefunden.
Eine Bühnenfassung des Romans nach einem Drehbuch von Rünno Saaremäe wurde unter der Regie von Raivo Trass am 28. März 2008 im Stadttheater von Kuressaare uraufgeführt.

## Übersetzungen
Die deutsche Übersetzung des Romans aus der Feder von Edmund Hunnius (1881–1941) erschien erst 1977 im sowjet-estnischen Verlag Perioodika in Tallinn.
Ein Teil der Übersetzung war bereits 1936 fertiggestellt worden. Allerdings fand sich damals kein deutscher Verlag, der das Buch drucken wollte.
Mitte der 1970er Jahre wurde Hunnius’ Übersetzung wieder hervorgeholt, von den estnischen Germanisten Aivo Kaidja und Mati Sirkel bearbeitet und zum 100. Geburtstag Tammsaares mit Illustrationen des Künstlers Herald Eelma in Tallinn veröffentlicht. Das Buch wurde auf minderwertigem Papier in einer Auflage von 5.500 Stück gedruckt. Es hat nahezu keine Rezeption im deutschen Sprachraum gefunden. Cornelius Hasselblatt nannte den Roman ein Musterbeispiel einer „Pseudorezeption“.
1968 war bereits eine Übersetzung von Tammsaares Buch ins Russische erschienen. 1974 folgte eine Übersetzung ins Lettische.

## Zitate
- „Jeder gebildete Mensch kann wenigstens einen Roman schreiben – den Roman seines Lebens.“ (S. 17 der deutschen Ausgabe)
- „Wir hatten die [deutschbaltischen] Güter enteignet und eilten nun, uns auch die Lebensweise der Güter anzueignen. [...] Wir wollten uns als wirkliche Herren des Landes fühlen und verstanden dem auf keine andere Weise Ausdruck zu geben, als daß sowohl wir selbst als auch unsere Kinder so zu leben versuchten wie die früheren Herren des Landes und ihre Jugend.“ (S. 52)
- „Das war das Ende meiner Liebe und damit wollte ich auch mein Buch beschließen, da ich ja nicht dichte sondern nur die Wahrheit schreibe.“ (S. 355)
- „Der Mensch ist niemals alt und klug genug, um die Zeit richtig einzuschätzen.“ (S. 361)